# 教區

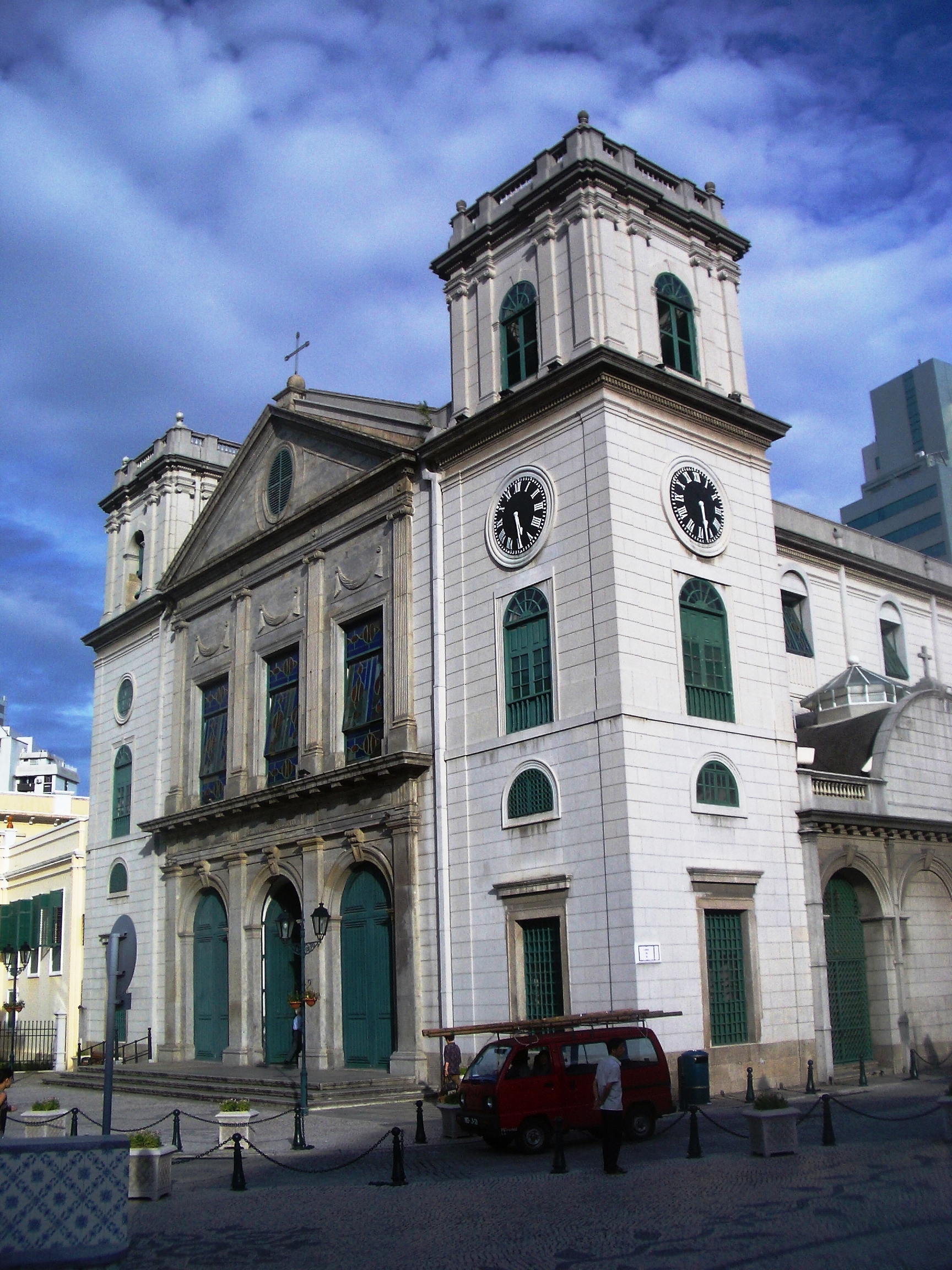
主教座堂是教區的中心象徵。圖為天主教澳門教區的聖母誕辰主教座堂

教區是天主教、東正教、聖公會等基督宗教宗派使用的一種管理區域或機構，由數個堂區組成，並設有一位主教擔任最高領導者。其字源來自於希臘語，即管理、行政或政府之意。

## 歷史

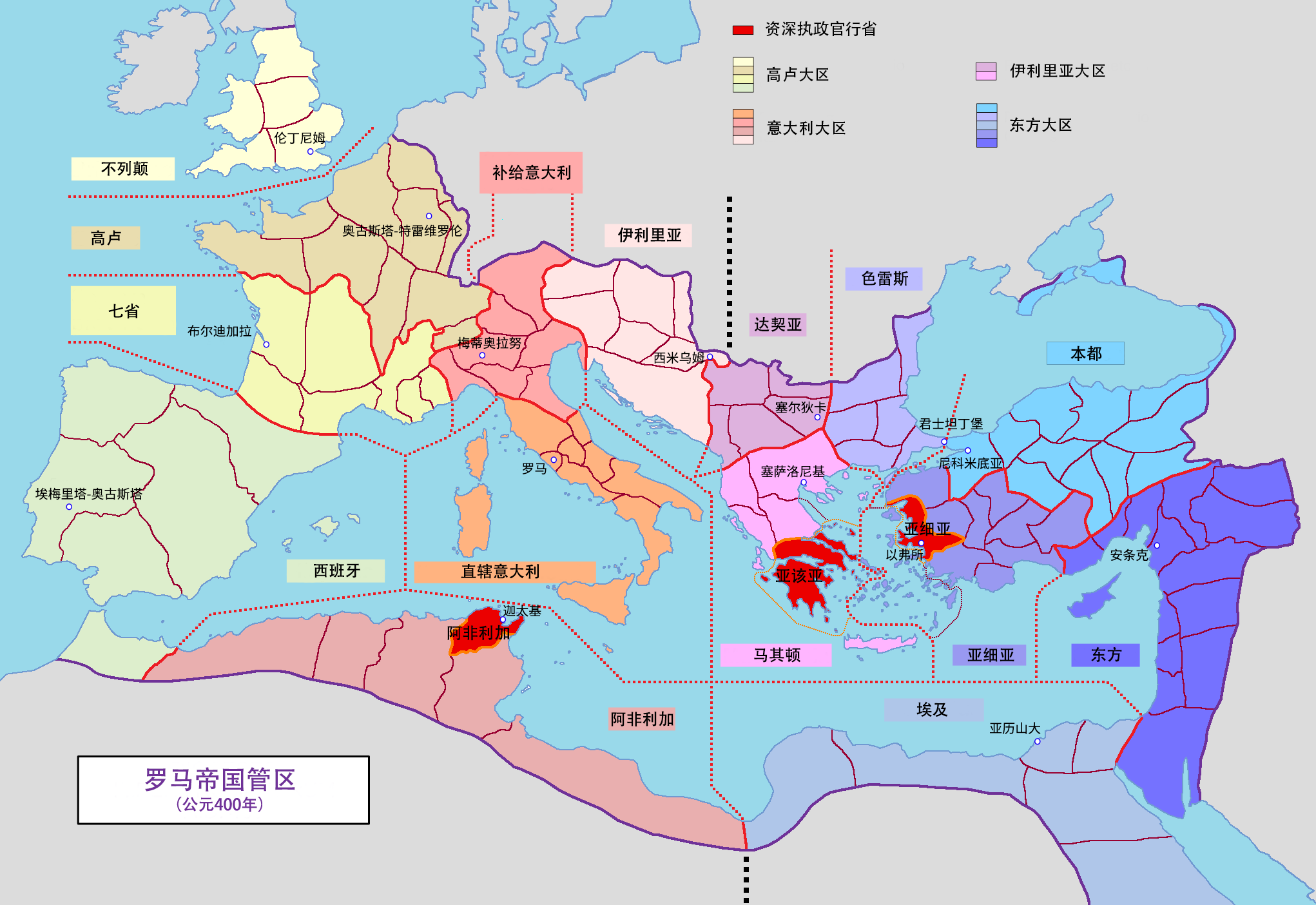
羅馬帝國的行政區劃分。管區位階介於都督區與行省之間

西元4世紀，基督教成為羅馬帝國的國教，神職人員在政府獲得與地方行政官相等的地位；當時教會便以羅馬帝國的管區（拉丁語：dioecēsis；形成於四帝共治時期）為基礎，建立起與政治轄區平行的行政區，並以主教為最高首長。西羅馬帝國滅亡後，這種教會行政區保存了下來，成為延續至今的教區制度。

## 概述
與世俗政治的行政區劃相同，教區的劃分多依照自然地理的地形、以及人文地理的聚落區域來劃分，如都會區。一個教區（或同級組織）設有一位主教擔任最高領導者。教區比教省／總教區的等級較低，但高於牧區／堂區。通常數個教區會集合設置一個教省，其中會選擇一個地位重要的教區成為「總教區」，以作為教省的首府，總教區設有一大主教／總主教，而總主教也被賦予主教長的地位。

### 天主教
對天主教會而言，教區是最重要的地方教會機構。某些教區是由三十個以上的堂區所組成，為了方便管理，所以會將整個教區再劃分為數個總鐸區。而總鐸區之下配置堂區，每個總鐸區均設置一位總鐸，由總鐸區內的各堂區神父選出，以作為教區與各堂區教友之間的橋樑。
除了一般的教區，天主教會會因應不同的原因，而設立各種地位特殊的教區：
- 直屬教區：有部分教區因為政治等理由，直屬於聖座，而不是設在教省之下，如澳門教區和（實際上的）香港教區。
- 特別主教轄區（英語：Personal ordinariate）：這類教區是以教宗本篤十六世的宗徒繼承《聖公會的結合》（拉丁語：Anglicanorum coetibus）諭令而建立的，亦直屬於聖座。建立的目的是讓前聖公會聖職人員及信眾改信天主教。特別主教轄區允許前聖公會人士與天主教會共融，同時還保留「獨特聖公會遺產」的元素。如沃爾辛厄姆聖母特別主教轄區。
- 軍中教長區
- 宗主教區（英語：Patriarchate）：是宗主教領地。它是東儀天主教會下的教會設立的，是該教會的所有總教區和教區之上。是教會的管理和行政中心那是設在那裏，有如一個國家的首都。
- 大總主教區（英語：Major Archepiscopate）：是大總主教領地。性質和宗主教區一樣。
- 都主教區（英語：Metropolia）：是天主教教省的首都教區的稱呼，也稱作總教區（Archiepiscopal ）。
- 督主教區（英語：Exarchate）：是一種東方禮天主教聖統制度用詞，類似於拉丁禮的代牧區，但是可細分成代表宗座或是宗主教和大總主教的督主教區，其擔當者可以是神父或是一位領銜主教。
- 東方禮直屬教區：和一般直屬教廷的教區不同，東儀天主教會只是直屬宗主教區或大總教區，而不是教廷。
- 東方禮教區：性質和拉丁禮的教區一樣。

### 聖公會
而聖公會的教區也跟天主教相同，是指在一個地理區域內由多個牧區及傳道區組成的組織，是由教區主教管轄。在一些大都市的教區，如加拿大聖公會多倫多教區，會再把全個教區細分為幾個分區，方便管理。
根據香港聖公會《教省規例》（第八屆總議會）規例二十五第1.1.條，「如欲設立新教區，在其境內至少須有五(5) 牧區，且須有聖品五(5)人，方可請求設立。」
教區設教區議會，由牧區及傳道區聖品及平信徒組成，是教區依據教區憲章及規例成立的最高決策組織。教區議會通常每兩年舉行一次。